# Лидия Соколова
Лидия Соколова (англ. Lydia Sokolova, 4 марта 1896, Лондон, Великобритания — 5 февраля 1974, Кент, Великобритания), урождённая Хильда Маннингс (англ. Hilda Munnings) — британская балерина. Состояла в труппе Русского балета Дягилева.

## Биография
Балерина родилась 4 марта 1896 года в Лондоне, Великобритания. Обучалась танцевальному мастерству у известного итальянского педагога Энрико Чекетти. В 1910 году была принята в труппу лондонского театра Савой, затем принимала участие в гастролях по США, организованных русским танцовщиком Михаилом Мордкиным.
В 1915 года приняла приглашение войти в состав Русского балета Дягилева, где исполняла характерные танцы вплоть до распада труппы в 1929 году. Её наиболее известная работа в тот период — роль Девы-избранницы в балете «Весна священная» (1920) в постановке Леонида Мясина. Другими заметными работами балерины являются танцевальные партии в балетах «Волшебная лавка» (1919), «Треуголка» (1919), «Матросы» (1925) и «Бал» (1929).
После смерти Сергея Дягилева и распада его труппы Соколова вернулась в Великобританию, где занималась частной преподавательской деятельностью, ставила мюзиклы и периодически выступала на сцене. Её последним танцем стало участие в балете «Женщины в хорошем настроении» (постановка Мясина) в 1962 году. Кроме того, Соколова написала автобиографическую книгу под названием «Танцуя у Дягилева», опубликованную в Лондоне в 1960 году. В 1968 году появилась в документальном фильме BBC под названием «Дягилев: Годы в изгнании». 
Балерина была трижды замужем. Первым её мужем стал в 1917 году Николай Кремнев, так же танцор труппы Дягилева. В том же году у них родилась дочь Наташа (1917–1968). Через недолгое время супруги развелись, и Лидия вышла замуж за другого танцора труппы, Леона Войцеховского. Третьим её мужем был переживший её Ронни Махон. Балерина скончалась в Кенте 5 февраля 1974 года.